# Imitationsperle
Imitationsperlen sind Artefakte, die natürlichen Perlen gleichen sollen und oft kaum von diesen zu unterscheiden sind. Nicht zu verwechseln sind Imitationsperlen mit Zuchtperlen.

## Arten von Imitationsperlen
Es gibt verschiedene Arten, Perlen zu imitieren:
Wachsperlen
bestehen aus kleinen, zarten hohlen Glaskügelchen, an denen von innen Farbstoffe oder ähnliches angebracht werden und anschließend der verbleibende Hohlraum mit Wachs ausgegossen wird. Sie wurden um 1655 von Jacquin erfunden und lassen mit die schönsten Nachahmungen echter Perlen zu, wie z. B. die
Fischsilberperlen
Glaskugeln, auf denen gemahlene Fischschuppen aufgebracht wurden bzw. eine Art Wachsperlen, deren hohle Glaskugeln innen mit einer Masse aus Fischsilber und Leim (sogenannter Perlenessenz) ausgeschwenkt und anschließend mit Wachs ausgefüllt werden (sogenannte Bourguignon-Perle oder Fischperle). Sie werden besonders in Paris, Straßburg, Schwäbisch Gmünd; Wien, Venedig, Lauscha etc. hergestellt.
Mallorca- und Majorikaperlen
Glaskugeln (auch Perlmuttkugeln), auf welche synthetische Guaninkristalle aufgebracht werden
Kompositperlen
gedrechselte polierte Perlmuttkugeln
Antillenperlen
gedrechselte Perlmuttkugeln, manchmal mit bräunlichem oder bläulichem Perlmuttlüster
Perles des Indes
pulverisiertes Perlmutt mit Bindemittel zu Kugeln gepresst
Römische Perlen oder Alabasterperlen
aus natürlichem oder Fasergips mit irisierender Oberfläche
Girasolperlen
durchgefärbter Kunststoff, früher auch Opalkugeln
Gagatperlen
Kugeln aus versteinerter Steinkohle, Verwechslungsgefahr mit schwarzer Koralle
Ciro-Perlen
Der Kern besteht aus Austernmuscheln. Das Perlmutt der Auster wird zu feinstem Pulver vermahlen und in einem aufwändigen, maschinellen Prozess um eine kleine Kugel aus denselben Muscheln aufgetragen. Der Kern der Ciro-Perle besteht zu 100 % aus reinem Perlmutt. Durch die Verwendung modernster Technologien sind Ciro-Perlen immer perfekt rund und haben einen einzigartigen Glanz.

## Künstliche Perlen
Hauptartikel: Künstliche Perle
Künstliche Perlen haben im Gegensatz zu Imitationsperlen nicht den Anspruch, echte Perlen täuschend echt nachzuahmen, sondern es handelt sich lediglich ganz allgemein um kugelförmige kleine Objekte, die häufig zum Zweck des Auffädelns ein Loch durch ihre Mitte haben. Folglich sind Imitationsperlen eine Untergruppe der künstlichen Perlen.